# Слонім
Сло́нім (біл. Слонім) — місто в Гродненській області Білорусі, центр Слонімського району. Слонім лежить на злитті річок Щара та Іса, за 143 км на південний схід від Гродно. Населення 48,9 тис. жителів (2024).
Залізнична станція на шляху між Барановичами і Волковиськом.

## Історія

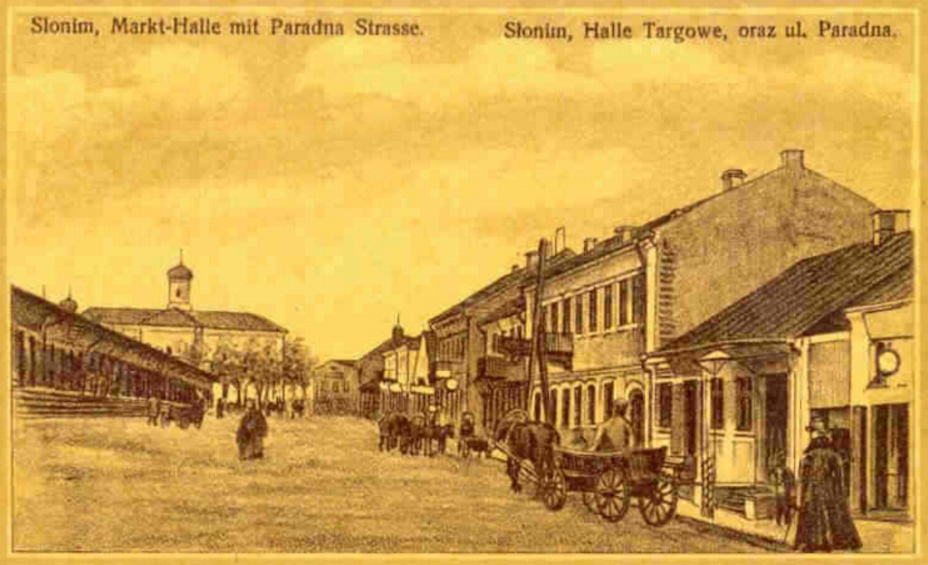
головна вулиця на старому фото

### Литовська доба
На сторінках історичних джерел, в Іпатьєвському літописі, вперше Слонім згадується під 1252 роком, як Услонім, Васлонім (від східнослов'янського слова «услона», що означає заслін, форпост).
- Король Міндовг I замирився з королем Данилом Романовичем після його походу війною на Литву, віддав за Данилового сина Шварна свою дочку, а в посаг за нею дав міста, серед яких — Слонім.
- 15 липня 1410 року — Слонімська хоругва (полк) брала участь в Грюнвальдській битві по розгрому хрестоносців.
- 1413 рік — Слонім став центром повіту.
- 1531 рік — місто отримало Магдебурзьке право.
- 1586 рік — містом став володіти великий канцлер литовський Лев Сапега, після його — підканцлер литовський Казимир Лев Сапега, магнати Огинські.
- 1591 рік:
  - при Слонімському старості Леву Сапезі (підканцлер, а потім і великий канцлер Великого князівства Литовського, за ініціативою і під редакцією якого був надрукований «Статут Великого князівства Литовського») король Сигізмунд III Ваза підтвердив місту право на самоврядування.
  - Затверджений герб Слоніма: золотий Лев з подвійним срібним хрестом із стрілкою на блакитному полі.
- XVIII століття. Розквіт Слоніма пов'язаний з діяльністю великого гетьмана литовського Михайла Казимира Огинського (1728–1800).
- Близько 1770 року. У Слонімі створений придворний театр.

### Російський період
- 1795 року був Слонім приєднаний до Російської імперії. У 1795 — 1796 роках місто було центром Слонімського намісництва.
- Вересень 1915 — січень 1919 року. Кайзерські війська окуповували місто.
- 18.03.1921. За Ризьким мирним Договором відійшов під юрисдикцію Польщі.
- 18.09.1939. Слонім зустрічав бійців Червоної Армії.
- Червень 1941 — 10.07.1944 року. Окупація гітлерівськими загарбниками. За 1 км від міста на Петралевицькій горі розстріляно понад 10 тисяч чоловік, на Чепелевських полях — 30 тисяч, в урочищі Морги — 2 тисячі.

## Пам'ятки архітектури
- Спасо-Преображенський православний собор(інші мови). 1994—2005 рр. Збудований на місці втраченого лютеранського костелу 1635 р. із частковим відтворенням первісних форм.
- Будівлі колишнього монастиря бернардинців. XVII—XVIII ст. Центр ансамблю — нині православна барокова церква Св. Трійці(інші мови), 1639—1645 рр.
- Єврейська синагога. 1642—1648 рр., бароко.
- Монастир бернардинок(інші мови). XVII—XVIII ст. Костел Непорочного Зачаття Діви Марії, 1664—1670 рр., бароко.
- Фарний костел Св. Андрія колишнього домініканського монастиря, 1775 р., найкращий зразок архітектури рококо в Білорусі.
- Каплиця Святого Домініка. 1745 р.
- Ратуша. 2-га половина XVIII ст.
- Міська забудова. XIX—XX ст.
- Кладовища часів 1-ї Світової війни.

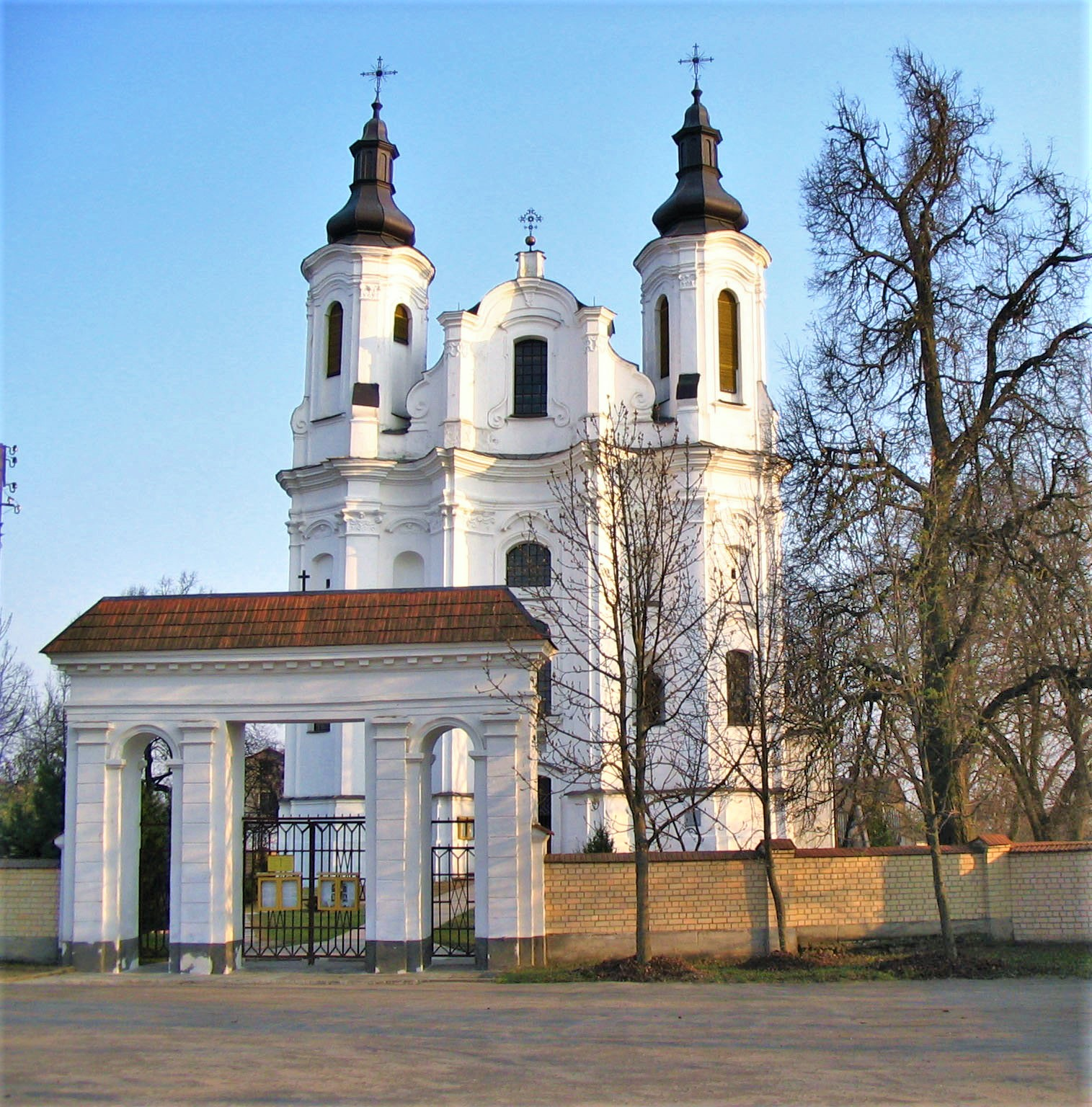
Фарний костел Св. Андрія,1775 р.
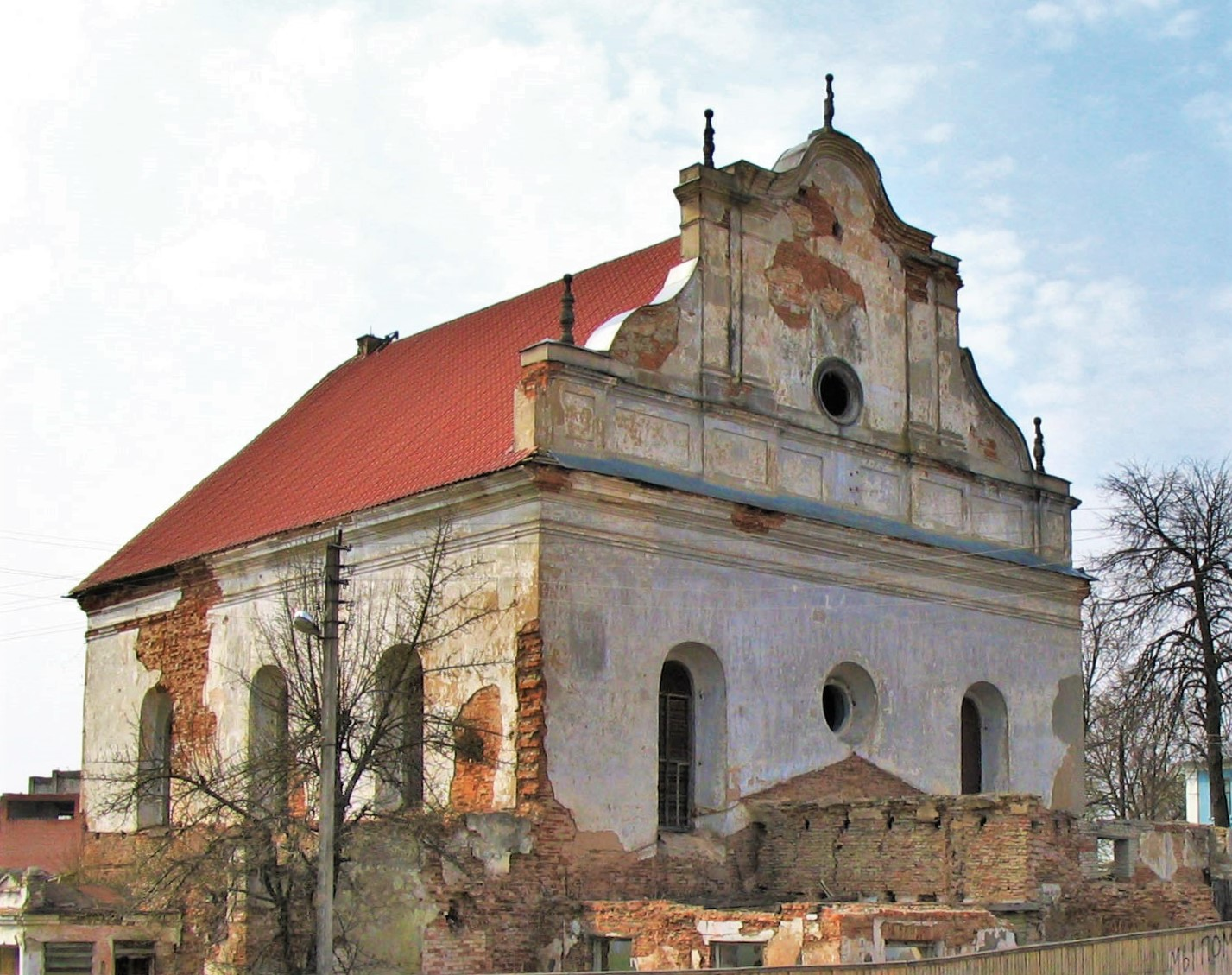
Синагога, 1642—1648 рр.
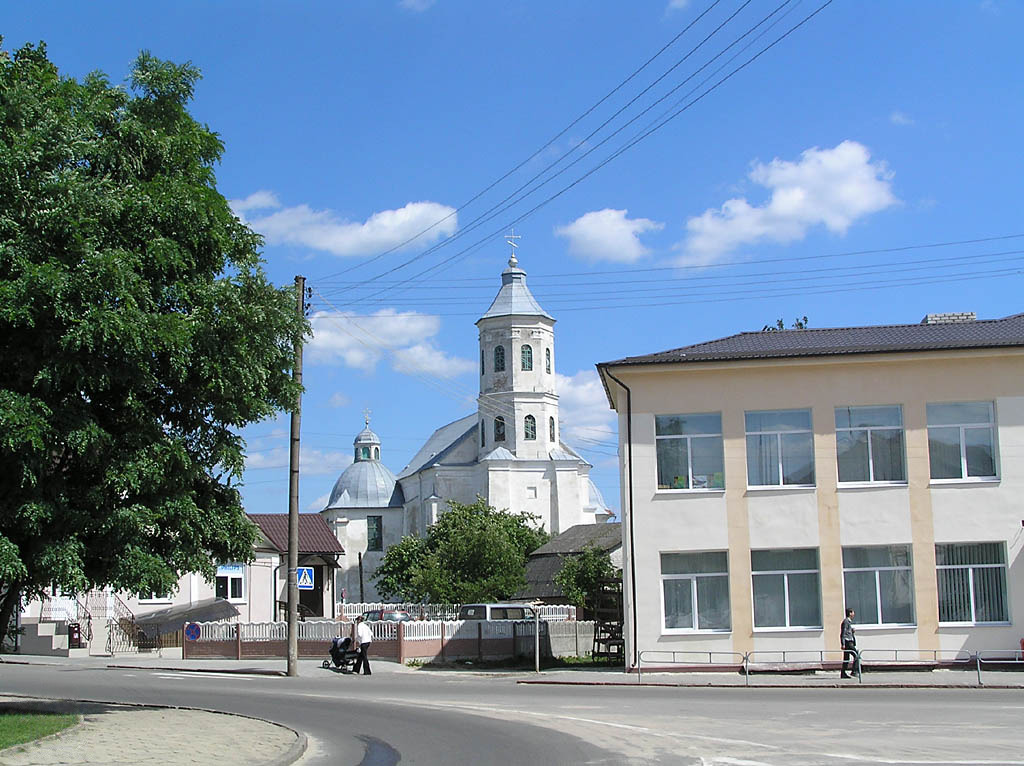
Троїцька церква, 1639—1645 рр.
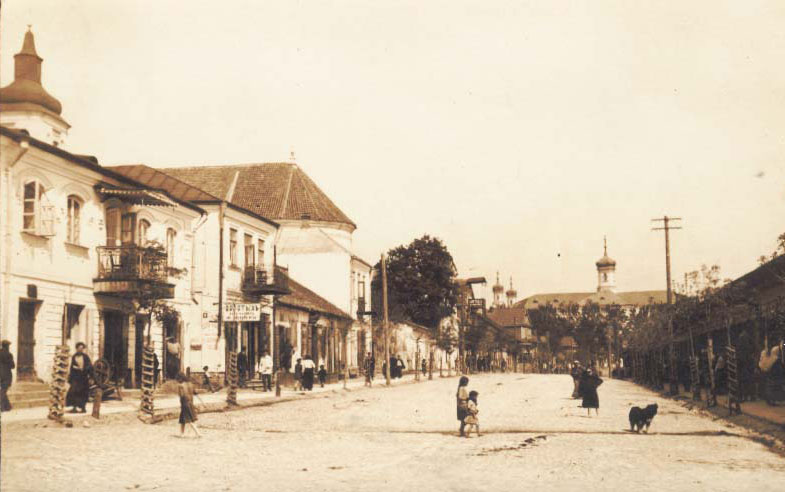
Костел бернардинок (1664—1670 рр.) на старовинному фото

## Відомі люди
- Володось Микола Леонтійович — український серцево-судинний хірург та вчений. Доктор медичних наук. Лауреат Премії ім. О. М. Бакулєва.
- Курило Олена Борисівна — український мовознавець, педагог.
- Лойка Олег Антонович (1931—2008) — білоруський поет, письменник і літературознавець.
- Вацлав Пелікан (1790—1873) — польський медик, державний і громадський діяч Російської імперії.
- Радченко Антін Васильович — полковник Армії УНР.